# Arbanats
Arbanats /aʁbanat͡s/ est une commune du Sud-Ouest de la France, située dans le département de la Gironde, en région Nouvelle-Aquitaine.

## Géographie

### Localisation
Située dans l'aire d'attraction de Bordeaux, sur la rive gauche de la Garonne, la commune se trouve à 27 km au sud-est de Bordeaux, chef-lieu du département, à 22 km au nord-ouest de Langon, chef-lieu d'arrondissement et à 5 km au nord-ouest de Podensac, ancien chef-lieu de canton.

### Communes limitrophes
Les communes limitrophes en sont Virelade dans un grand sud et sud-est, Saint-Michel-de-Rieufret à l'extrême sud-ouest sur environ 300 mètres et Portets dans un grand ouest et nord-ouest ; sur la rive gauche, les communes limitrophes en sont Lestiac-sur-Garonne au nord-est et Paillet à l'est sur moins de 200 mètres.
| Portets                  |          | Lestiac-sur-Garonne |
|                          | Arbanats | Paillet             |
| Saint-Michel-de-Rieufret | Virelade |                     |

### Climat
Pour des articles plus généraux, voir Climat de la Nouvelle-Aquitaine et Climat de la Gironde.
Historiquement, la commune est exposée à un climat océanique aquitain.  
En 2020, Météo-France publie une typologie des climats de la France métropolitaine dans laquelle la commune est exposée à un climat océanique et est dans la région climatique Aquitaine, Gascogne, caractérisée par une pluviométrie abondante au printemps, modérée en automne, un faible ensoleillement au printemps, un été chaud (19,5 °C), des vents faibles, des brouillards fréquents en automne et en hiver et des orages fréquents en été (15 à 20 jours).
Pour la période 1971-2000, la température annuelle moyenne est de 12,7 °C, avec une amplitude thermique annuelle de 14,4 °C. Le cumul annuel moyen de précipitations est de 873 mm, avec 11,9 jours de précipitations en janvier et 7 jours en juillet. Pour la période 1991-2020, la température moyenne annuelle observée sur la station météorologique la plus proche, située sur la commune de Cadaujac à 14 km à vol d'oiseau, est de 13,8 °C et le cumul annuel moyen de précipitations est de 918,3 mm,. Pour l'avenir, les paramètres climatiques de la commune estimés pour 2050 selon différents scénarios d’émission de gaz à effet de serre sont consultables sur un site dédié publié par Météo-France en novembre 2022.

## Urbanisme

### Typologie
Au 1er janvier 2024, Arbanats est catégorisée petite ville, selon la nouvelle grille communale de densité à sept niveaux définie par l'Insee en 2022.
Elle appartient à l'unité urbaine de Podensac, une agglomération intra-départementale regroupant trois  communes, dont elle est une commune de la banlieue,,. Par ailleurs la commune fait partie de l'aire d'attraction de Bordeaux, dont elle est une commune de la couronne,. Cette aire, qui regroupe 275 communes, est catégorisée dans les aires de 700 000 habitants ou plus (hors Paris),.

### Occupation des sols

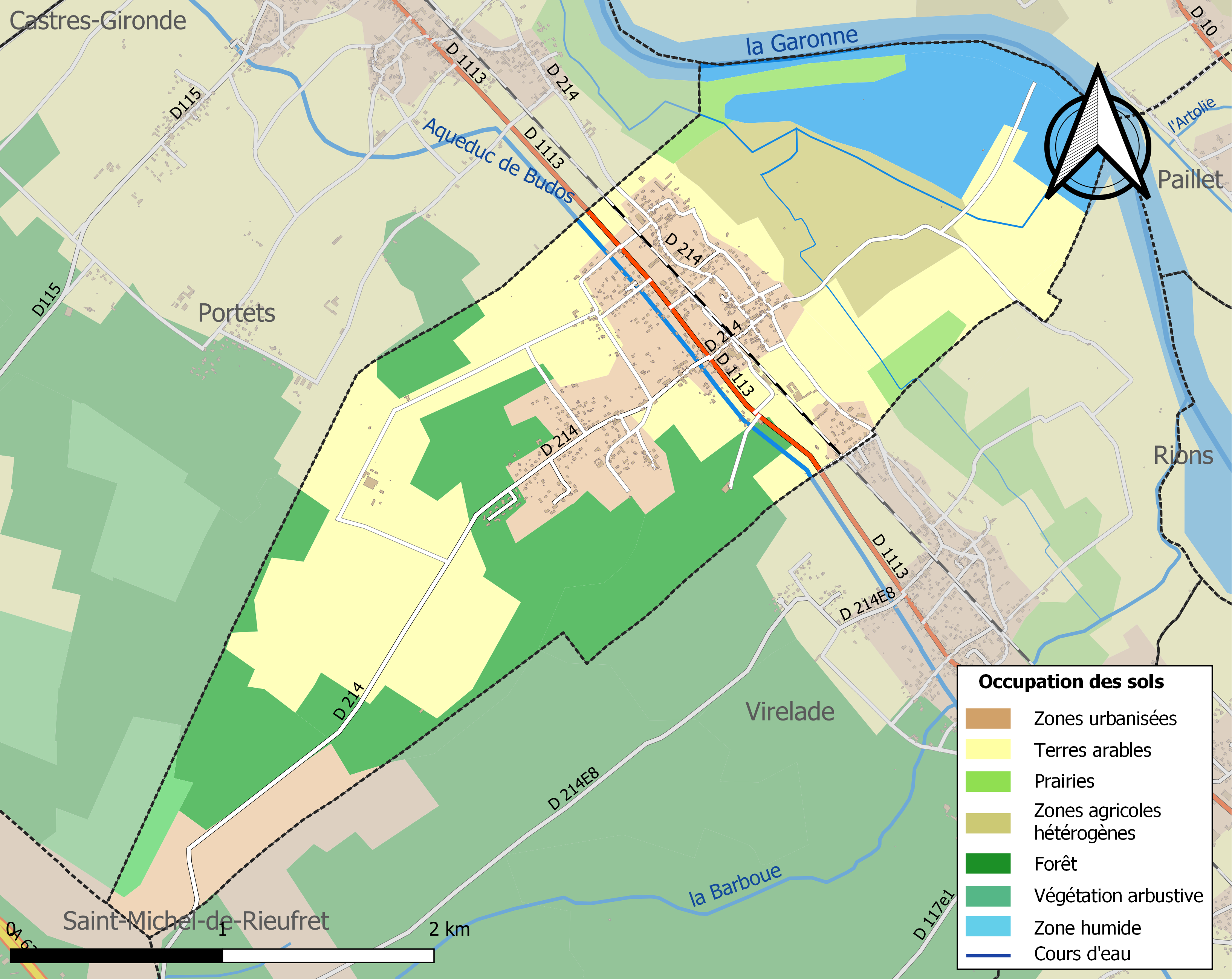
Carte des infrastructures et de l'occupation des sols de la commune en 2018 (CLC).

L'occupation des sols de la commune, telle qu'elle ressort de la base de données européenne d’occupation biophysique des sols Corine Land Cover (CLC), est marquée par l'importance des territoires agricoles (47,6 % en 2018), en diminution par rapport à 1990 (56,5 %). La répartition détaillée en 2018 est la suivante : 
cultures permanentes (28,8 %), forêts (23 %), zones urbanisées (13,9 %), eaux continentales (10,2 %), zones agricoles hétérogènes (9,2 %), terres arables (6,6 %), mines, décharges et chantiers (4,2 %), prairies (3 %), milieux à végétation arbustive et/ou herbacée (1,1 %). L'évolution de l’occupation des sols de la commune et de ses infrastructures peut être observée sur les différentes représentations cartographiques du territoire : la carte de Cassini (XVIIIe siècle), la carte d'état-major (1820-1866) et les cartes ou photos aériennes de l'IGN pour la période actuelle (1950 à aujourd'hui).

### Voies de communication et transports
La principale voie de communication routière qui traverse la ville est la route départementale D 1113, ancienne route nationale 113 (Bordeaux-Marseille), qui mène, vers le nord-ouest, à Portets en direction de Bordeaux et, vers le sud-est, à Virelade et au-delà à Langon ; la route départementale D 214 part du centre ville et mène, vers le sud-ouest, à Saint-Michel-de-Rieufret.

Le pont de franchissement de la Garonne le plus proche est celui de Langoiran, sur la D 115, à 5 km vers le nord.

L'accès à l'autoroute A62 (Bordeaux-Toulouse) le plus proche est le no 1.1, dit de La Brède, distant de 9 km par la route vers le nord-ouest ; l'accès no 2, dit de Podensac est distant de 9,5 km par la route vers le sud-sud-est.
La commune dispose d'une gare SNCF sur la ligne Bordeaux-Sète du TER Nouvelle-Aquitaine.

### Risques majeurs
Le territoire de la commune d'Arbanats est vulnérable à différents aléas naturels : météorologiques (tempête, orage, neige, grand froid, canicule ou sécheresse), inondations, feux de forêts et séisme (sismicité très faible). Un site publié par le BRGM permet d'évaluer simplement et rapidement les risques d'un bien localisé soit par son adresse soit par le numéro de sa parcelle.
Certaines parties du territoire communal sont susceptibles d’être affectées par le risque d’inondation par débordement de cours d'eau, notamment la Garonne et l'Aqueduc de Budos. La commune a été reconnue en état de catastrophe naturelle au titre des dommages causés par les inondations et coulées de boue survenues en 1982, 1999 et 2009,.
Arbanats est exposée au risque de feu de forêt. Depuis le 20 avril 2016, les départements de la Gironde, des Landes et de Lot-et-Garonne disposent d’un règlement interdépartemental de protection de la forêt contre les incendies. Ce règlement vise à mieux prévenir les incendies de forêt, à faciliter les interventions des services et à limiter les conséquences, que ce soit par le débroussaillement, la limitation de l’apport du feu ou la réglementation des activités en forêt. Il définit en particulier cinq niveaux de vigilance croissants auxquels sont associés différentes mesures,.

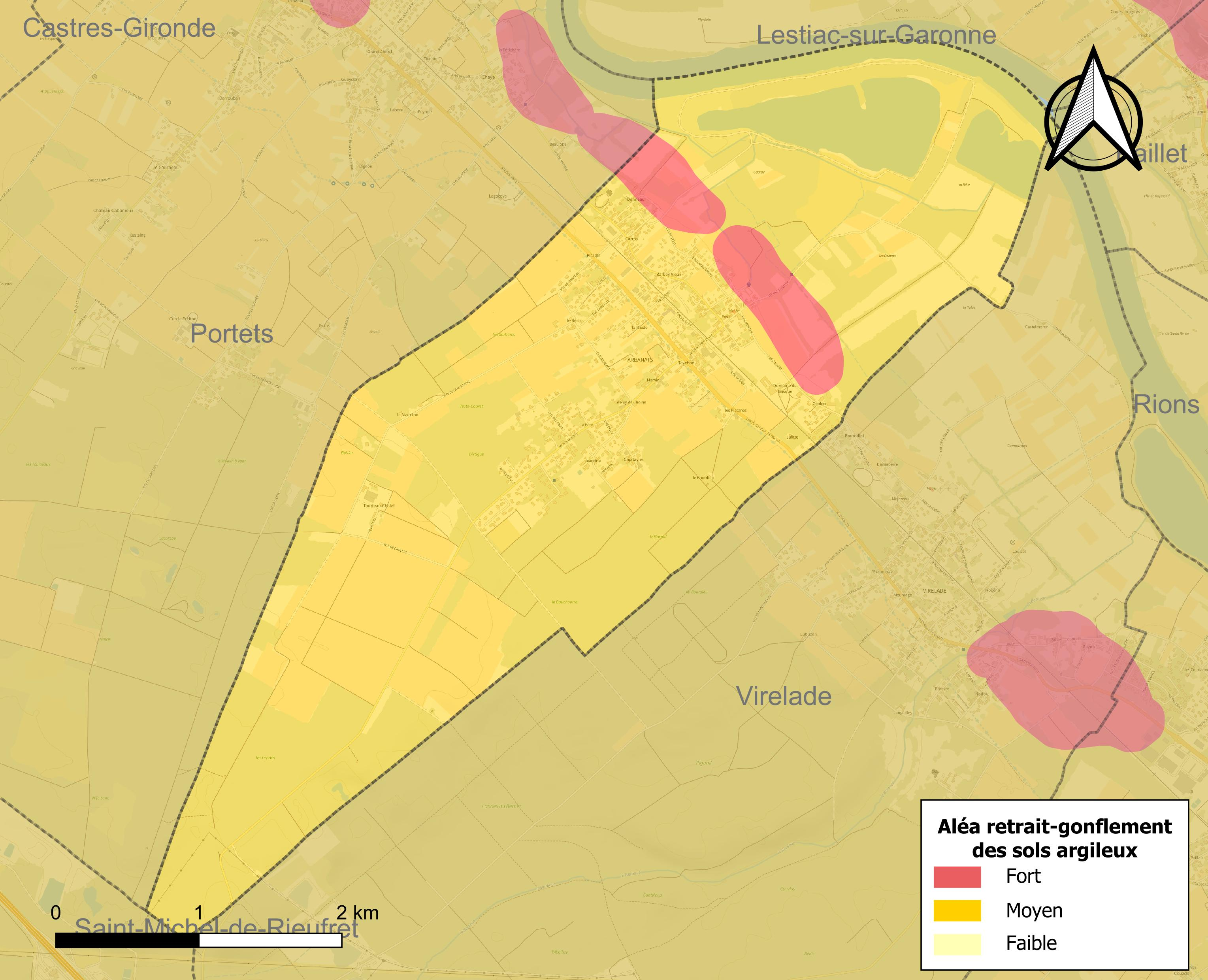
Carte des zones d'aléa retrait-gonflement des sols argileux d'Arbanats.

Le retrait-gonflement des sols argileux est susceptible d'engendrer des dommages importants aux bâtiments en cas d’alternance de périodes de sécheresse et de pluie. La totalité de la commune est en aléa moyen ou fort (67,4 % au niveau départemental et 48,5 % au niveau national). Sur les 501 bâtiments dénombrés sur la commune en 2019, 501 sont en aléa moyen ou fort, soit 100 %, à comparer aux 84 % au niveau départemental et 54 % au niveau national. Une cartographie de l'exposition du territoire national au retrait gonflement des sols argileux est disponible sur le site du BRGM,.
Par ailleurs, afin de mieux appréhender le risque d’affaissement de terrain, l'inventaire national des cavités souterraines permet de localiser celles situées sur la commune.
Concernant les mouvements de terrains, la commune a été reconnue en état de catastrophe naturelle au titre des dommages causés par la sécheresse en 2005, 2011 et 2017 et par des mouvements de terrain en 1999.

## Toponymie
Le nom de la commune est documenté sous les formes Arbenaz (1221-1235), Arberatz (1263), Arbenatz (1273)…
On observe une alternance -n- / -r-, qui révèle une similarité avec le nom du village basque Arbérats.
Le toponyme s’analyse par :
- le suffixe augmentatif -aç / -atz, fréquent en toponymie gasconne et utilisé sous la forme -ats dans les environs (cf. Illats, Léogeats, Saucats)
- un radical *Arben- probablement très ancien car il ne renvoie à aucun mot ou anthroponyme connu (Dauzat et Rostaing ont fait l'hypothèse conjecturale[25] d'un anthroponyme *Arbennus[26], qui ne fait pas partie des noms gallo-romans connus.)

Ce radical pourrait être basé sur la vieille racine pré-indo-européenne *Arbe qui a produit de nombreux toponymes en Europe comme l'hydronyme Arve. Bénédicte Boyrie-Fénié rapproche cette racine de Arruan (nom d'origine de Saint-Médard-d'Eyrans) où ces toponymes indiqueraient des bras morts de la Garonne.
La graphie du nom de la commune est identique en gascon.

## Histoire
Saint Béraire ou Bérar, évêque du Mans et originaire du Sud-ouest, au VIIe siècle, serait mort à Arbanats, vers 680.
La seigneurie d'Arbanats, dès le XIIIe siècle dans la maison des vicomtes de Lomagne, se trouvait dans la mouvance directe des archevêques de Bordeaux.
Le 28 avril 1518, Thomas de Montferrand Seigneur d’Uzeste, Landiras, Portets et d’Arbanats donne au syndic de la Fabrique et Œuvres de la paroisse Saint-Hippolyte d'Arbanats et à ses paroissiens certaines terres pour être complantées d’aubarade (plantation d’aubareins, jeune pied d’aubiers ou saule blanc).
Cette donation est faite contre redevance et sous l’obligation de faire trois offices par an pour le salut de son âme et de celle de ses pères et mères, pour Noël, Pâques et Pentecôte.
Depuis cette date et jusqu’à la Révolution française, les paroissiens de la commune d’Arbanats ont été séparés en deux groupes. Les uns, appelés Paroissiens Confrères, descendants des paroissiens de 1518 et les autres, correspondant à tous les nouveaux venus sur la paroisse après cette date.
C’est parmi les paroissiens confrères que sont choisies les personnes qui s’occupent de l’entretien des cloches, ornements, luminaire et de tout ce qui est nécessaire à l’église. Ils conservent également la propriété et l’administration des audarades. Les troncs d’aubier allaient au profit de l’église et le reste gracieusement mis à disposition des paroissiens confrères.
En récompense, on donnait aux paroissiens confrères la sonnerie des cloches, le luminaire, le drap mortuaire et la sépulture gratuite. Les Autres paroissiens était dans l’obligation de payer.
Cette curieuse distinction était juridiquement admise.
Pour l'état de la commune au XVIIIe siècle, voir l'ouvrage de Jacques Baurein.
À la Révolution, Saint-Hippolyte d'Arbanats, paroisse annexe de Notre-Dame de Virelade, forme la commune d'Arbanats.
En 1856, dans un champ de vignes appelé "Les places", il a été mis à jour ce qui allait se révéler comme une des plus importantes découvertes de pièces romaines en France, un ensemble de 966 deniers républicains romains en argent, datant de 49 av. J.-C. Cet ensemble, connu comme le trésor d'Arbanats, a été acheté en intégralité en 1860 par le duc de Luynes. Le trésor est actuellement au Cabinet des Médailles, département des Monnaies, médailles et antiques de la Bibliothèque nationale de France à Paris.

## Politique et administration

### Liste des maires
| Période                                  | Période  | Identité        | Étiquette | Qualité                    |
| ---------------------------------------- | -------- | --------------- | --------- | -------------------------- |
| Les données manquantes sont à compléter. |          |                 |           |                            |
| (maire en 1981)                          |          | Michel Rimaud   |           |                            |
| mars 2001                                | 2020     | Daniel Dubourg  | LR        | Retraité Fonction publique |
| 2020                                     | En cours | Aline Teycheney |           |                            |

## Démographie
Les habitants sont appelés les Arbanatais.
L'évolution du nombre d'habitants est connue à travers les recensements de la population effectués dans la commune depuis 1793. Pour les communes de moins de 10 000 habitants, une enquête de recensement portant sur toute la population est réalisée tous les cinq ans, les populations de référence des années intermédiaires étant quant à elles estimées par interpolation ou extrapolation. Pour la commune, le premier recensement exhaustif entrant dans le cadre du nouveau dispositif a été réalisé en 2007.

En 2022, la commune comptait 1 355 habitants, en évolution de +10,25 % par rapport à 2016 (Gironde : +6,91 %, France hors Mayotte : +2,11 %).
| 1793 | 1800 | 1806 | 1821 | 1831 | 1836 | 1841 | 1846 | 1851 |
| ---- | ---- | ---- | ---- | ---- | ---- | ---- | ---- | ---- |
| 511  | 523  | 581  | 461  | 479  | 511  | 494  | 512  | 494  |

| 1856 | 1861 | 1866 | 1872 | 1876 | 1881 | 1886 | 1891 | 1896 |
| ---- | ---- | ---- | ---- | ---- | ---- | ---- | ---- | ---- |
| 540  | 541  | 533  | 540  | 547  | 553  | 534  | 548  | 550  |

| 1901 | 1906 | 1911 | 1921 | 1926 | 1931 | 1936 | 1946 | 1954 |
| ---- | ---- | ---- | ---- | ---- | ---- | ---- | ---- | ---- |
| 501  | 510  | 458  | 463  | 497  | 506  | 515  | 505  | 502  |

| 1962 | 1968 | 1975 | 1982 | 1990 | 1999 | 2006 | 2007 | 2012  |
| ---- | ---- | ---- | ---- | ---- | ---- | ---- | ---- | ----- |
| 483  | 541  | 556  | 652  | 757  | 821  | 960  | 980  | 1 131 |

| 2017  | 2022  | - | - | - | - | - | - | - |
| ----- | ----- | - | - | - | - | - | - | - |
| 1 272 | 1 355 | - | - | - | - | - | - | - |

## Culture locale et patrimoine

### Lieux et monuments
- Les châteaux existent encore à Arbanats mais sont privés.
- L'église Saint-Hippolyte-et-Sainte-Radegonde date du XIVe siècle et a été agrandie au XVIe siècle ; la façade et son clocher-mur datent du XVIIIe siècle ; sur sa façade sud, se trouve un cadran solaire[37]. Elle est inscrite à l'Inventaire général du patrimoine culturel[38].
- La commune abrite deux fontaines qui ont également fait office de lavoirs :
  - la fontaine de Sainte-Radegonde en contrebas et derrière l'église ;
  - la fontaine de la Hontière, en limite territoriale de Virelade ;

ainsi qu'un lavoir, sur la route des Pontets qui mène vers le nord vers la Garonne.

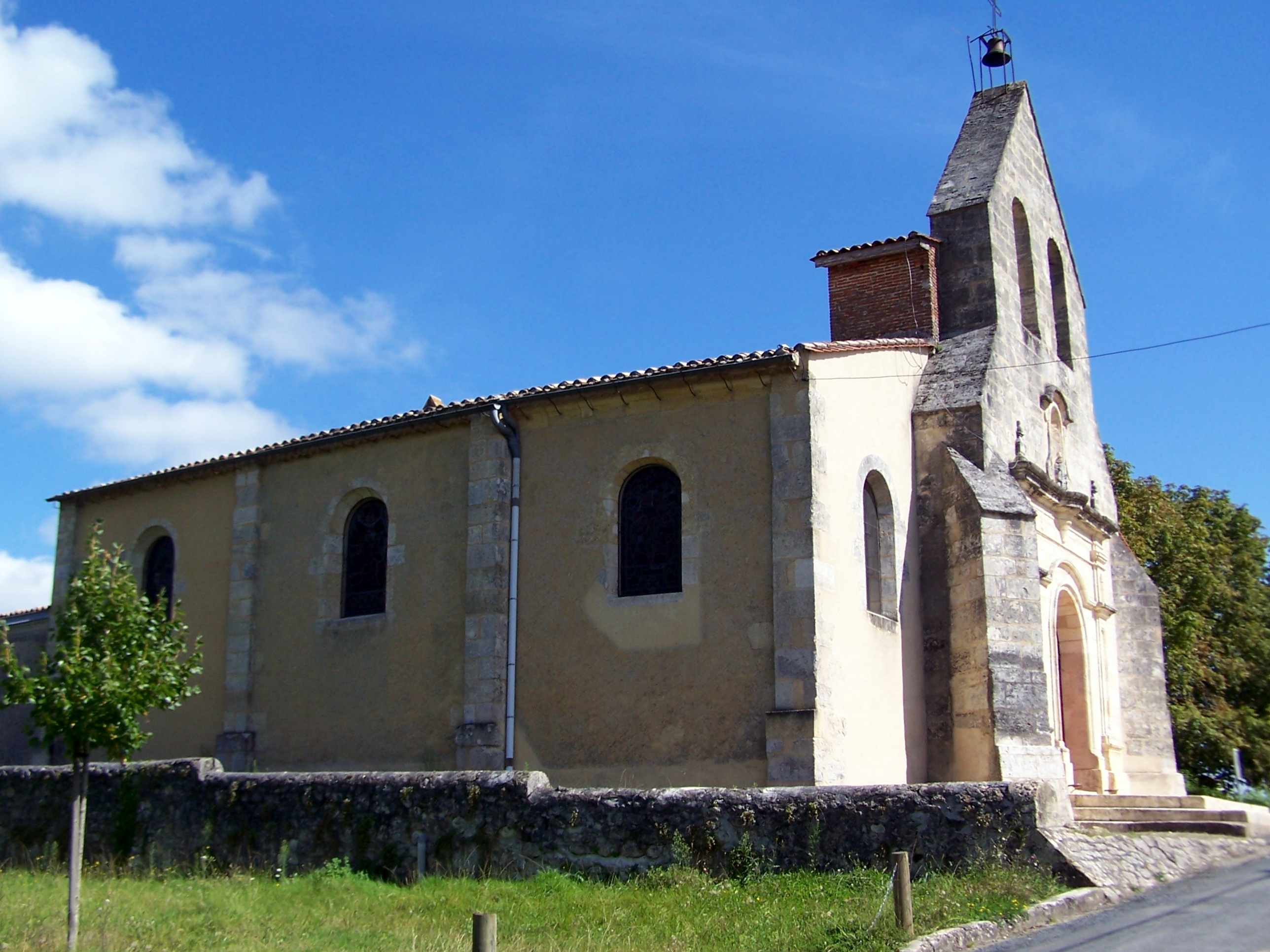
L'église Saint-Hippolyte-et-Sainte-Radegonde (août 2014).
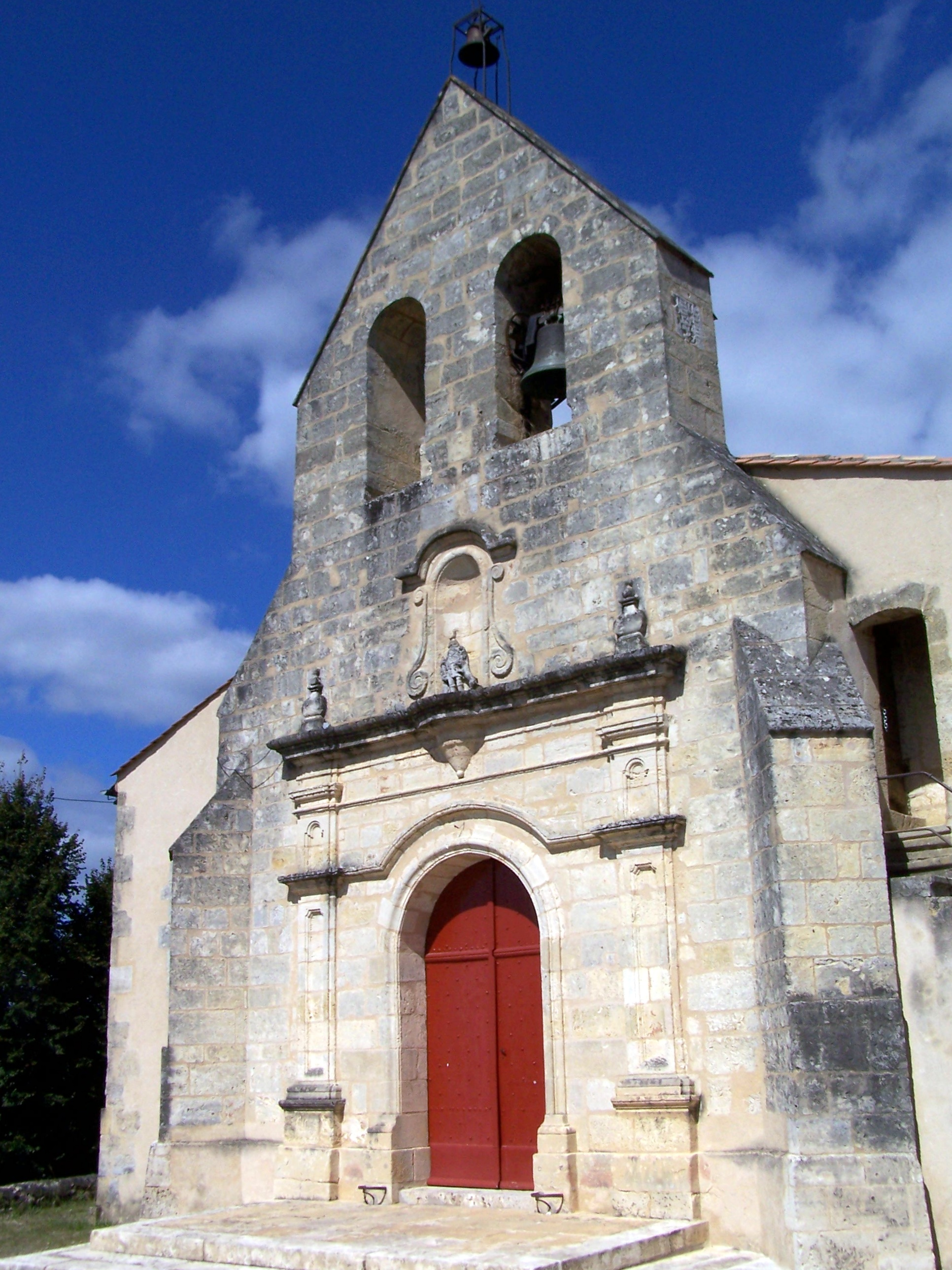
La façade de l'église (août 2014).
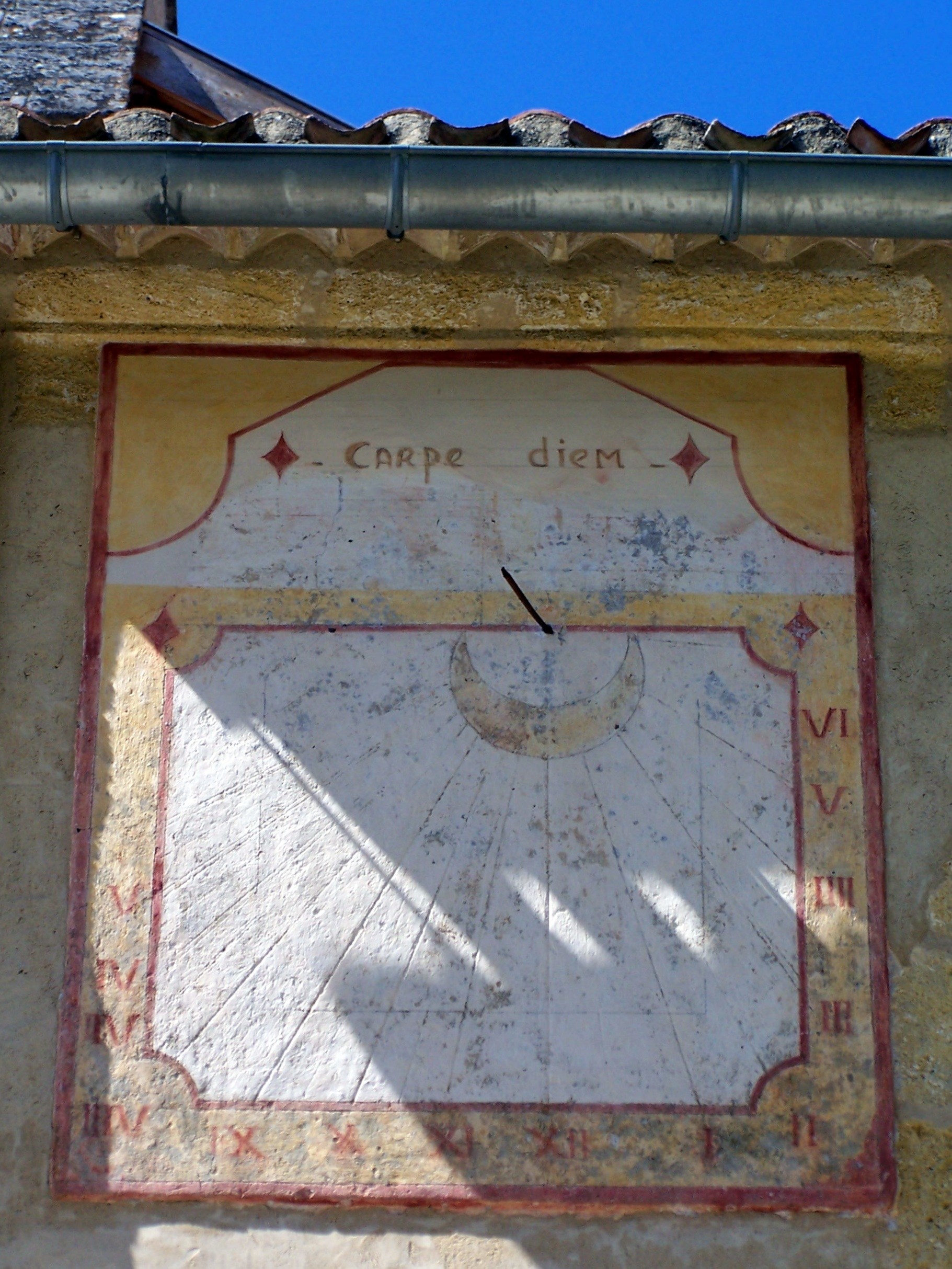
Le cadran solaire de l'église (août 2014).
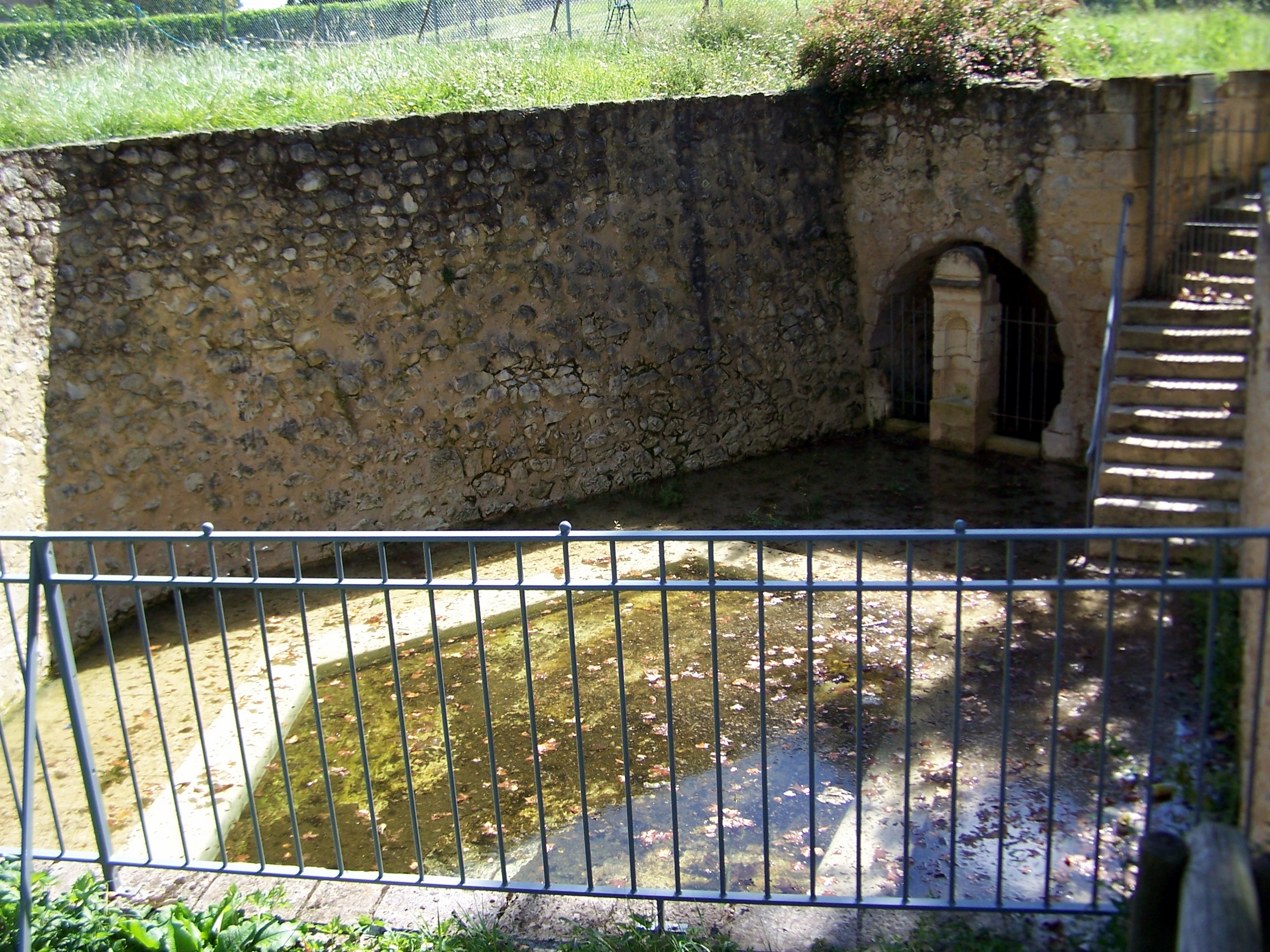
La fontaine-lavoir de Sainte-Radegonde (août 2014).
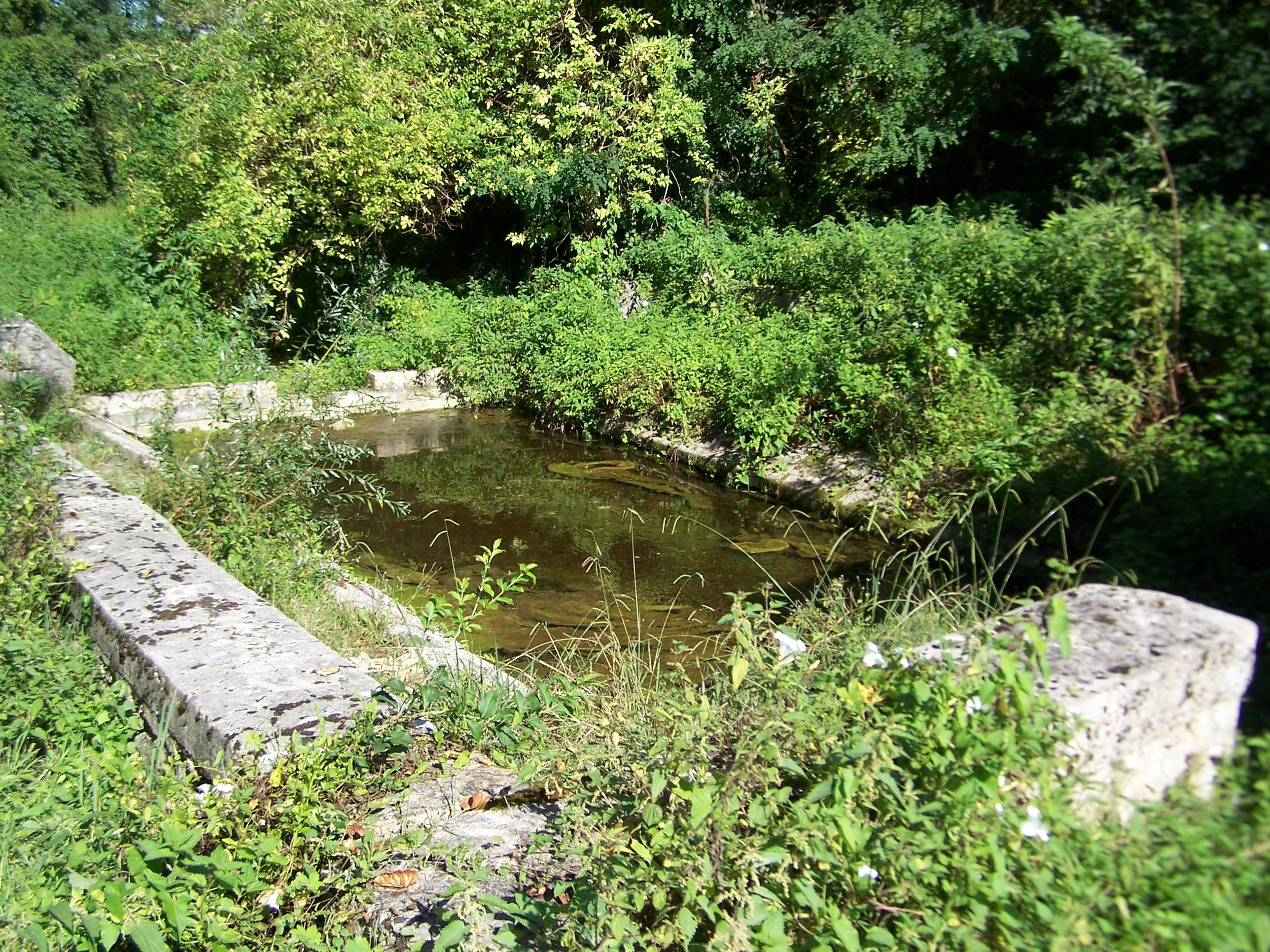
La fontaine-lavoir de la Hontière (août 2014).
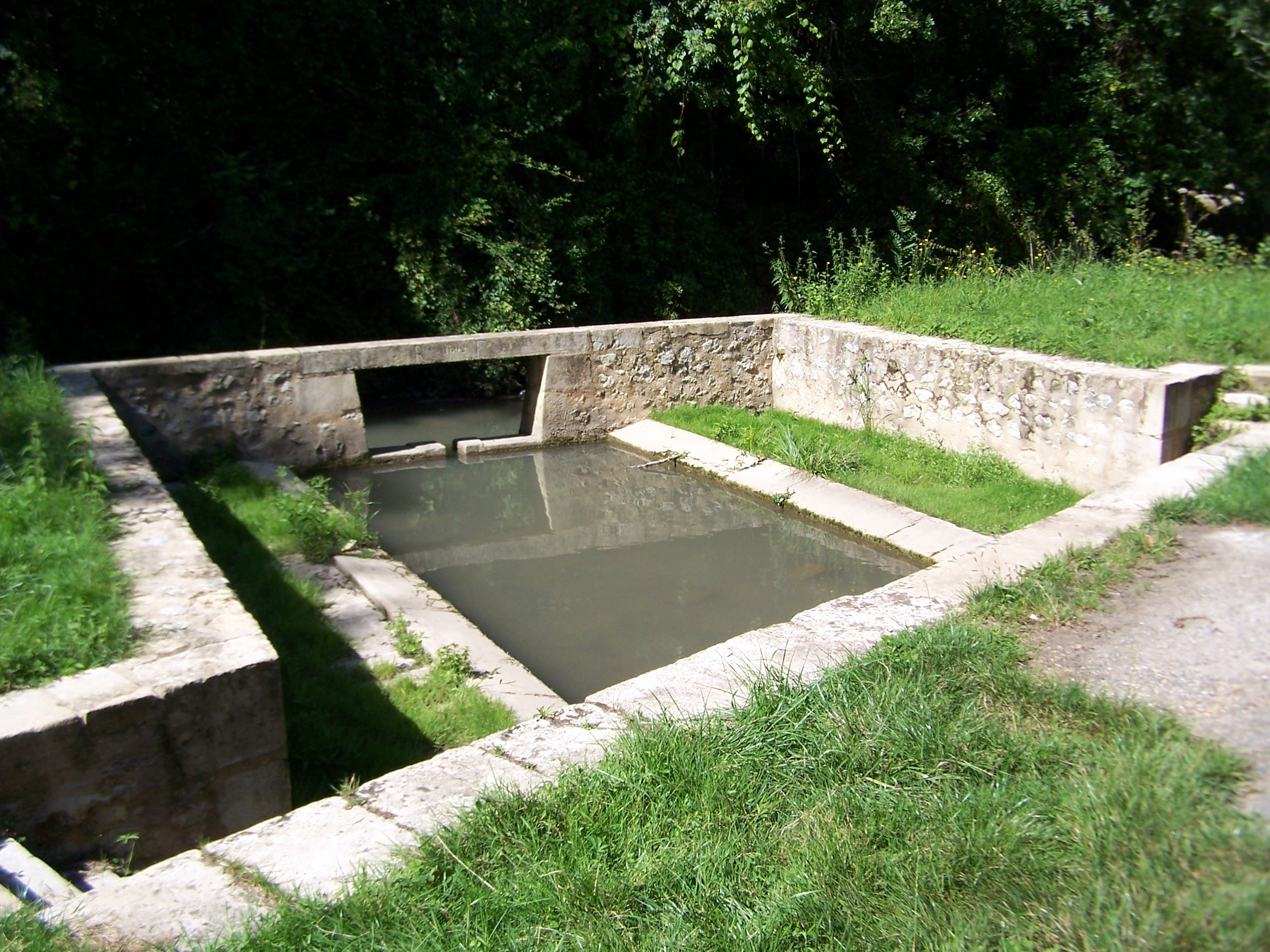
Le lavoir des Pontets (août 2014).
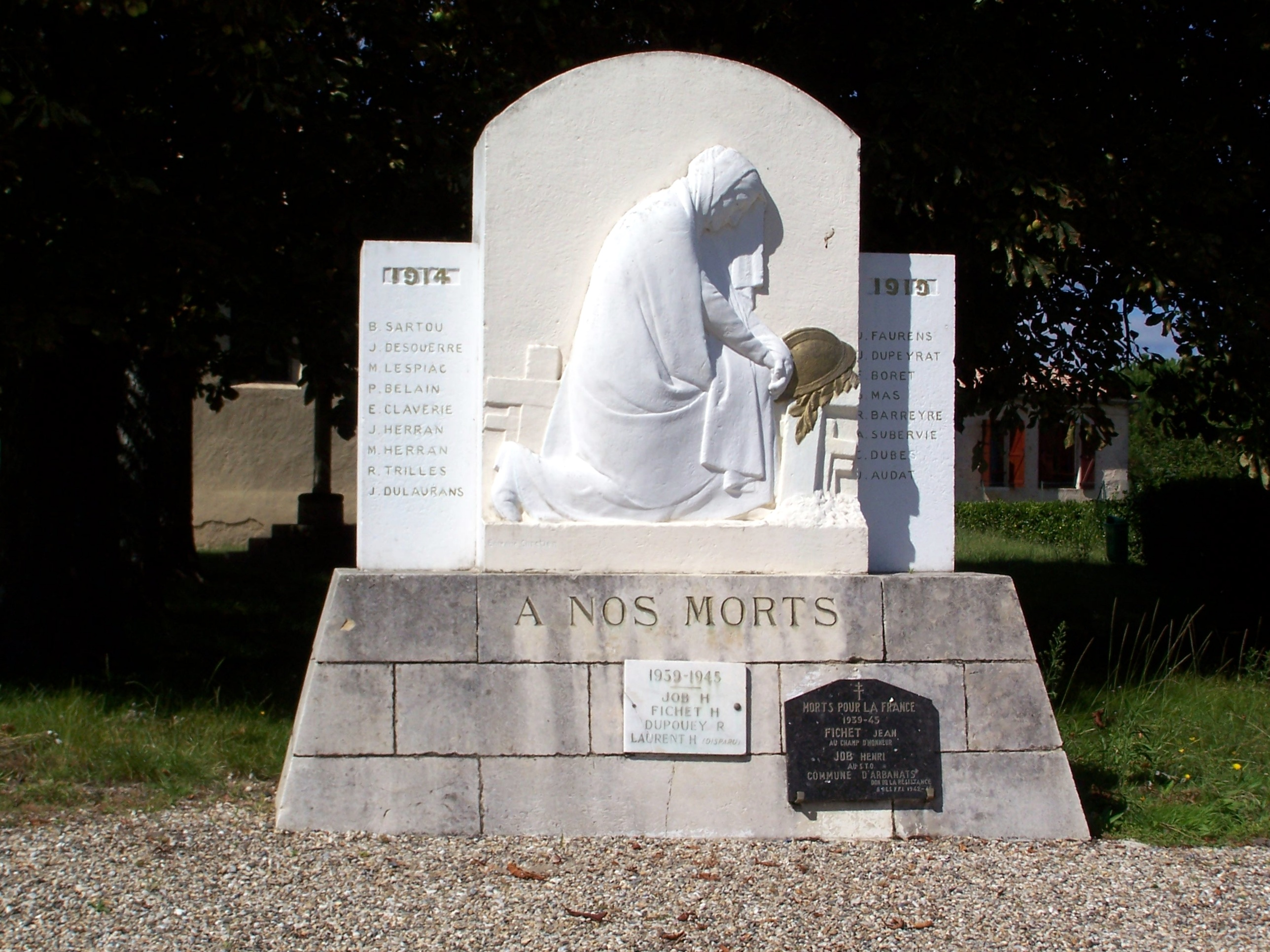
Le monument aux morts près de l'église (août 2014).

### Personnalités liées à la commune
- Maurice Lachâtre (1814-1900), éditeur français, fut propriétaire du château d'Arbanats à partir de 1846.

### Héraldique
| Armes | Les armes d'Arbanats se blasonnent ainsi : Taillé, au premier d’or à la grappe de raisin tigée et feuillée de deux pièces de gueules, au deuxième d’azur à la statue de sainte Radegonde couronnée d’or sous un portique tréflé du même ; le tout sommé d’un comble d’azur chargé de l’inscription ARBANATS en lettres capitales d’argent. |